# Славянска колонизация на Североизточна Европа
Славянската колонизация на Североизточна Европа или Славянската колонизация на угро-финските земи между реките Волга и Ока започва през 8 век още по времето на Руския каганат и продължава по времето на Киевска Рус.
Като руски форпост и в политически план се превръща Владимиро-Суздалското княжество, заменено в тази му роля от Великото Московско княжество.
Основна причина за успеха на колонизацията е т.нар. средновековен климатичен оптимум. Въпреки че този климат в Североизточна Европа е последван от малък ледников период, откриването на Америка с пренасянето в Русия на редица американски земеделски култури (най-вече картофите) спомага изключително за последващата руска колонизация и завладяване на Сибир.